# ایاد محمد
ایاد محمد (انگلیسی: Iyad Mohamed؛ زادهٔ ۵ مارس ۲۰۰۱) بازیکن فوتبال اهل اتحاد قمر است.
وی همچنین در تیم‌های ملی فوتبال اتحاد قمر، و اتحاد قمر، بازی کرده‌است.